# Галерея ВХУТЕМАС
Галерея ВХУТЕМАС — художественная галерея при Московском архитектурном институте, расположенная по адресу Москва, ул. Рождественка, 11, стр.4.
Название галерея получила от ВХУТЕМАС — Высших художественно-технических мастерских, располагавшихся в комплексе зданий, где сейчас находится МАРХИ. Корпус, где размещается галерея, был построен для мастерских Строгановского художественно-промышленного Училища по проекту А. В. Кузнецова.
Галерея является структурным подразделением Музея московской архитектурной школы при МАРХИ и регулярно проводит выставки из собрания Музея. Небольшая постоянная экспозиция рассказывает об истории здания мастерских Строгановского училища.

## Направления деятельности
Организация выставок
Семинары и лекции для студентов и архитекторов
Организация конкурсов

## История
Открытие галереи состоялось 20 апреля 2006 года в рамках международной конференции «Heritage at Risk. Сохранение архитектуры XX века и Всемирное наследие», организованной МАРХИ при поддержке Комиссии РФ по делам ЮНЕСКО, ICOMOS International, DOCOMOMO International. Тема конференции «Наследие XX века в архитектурном образовании» была раскрыта Музеем в экспозиции «От ВХУТЕМАСа к МАРХИ» — это часть фонда оригинальных архитектурных проектов студентов и педагогов 1920—1936-х годов, более полно представленная ранее в специальном издании «От ВХУТЕМАСа к МАРХИ. 1920—1936» (М., 2005 г.).
В разное время кураторами галереи были Л.И. Иванова-Веэн, Ю. Аввакумов, А. Ильичева, М. В. Трошина.
В 2015 году в галерее проходили лекции и семинары открытого культурно-просветительского проекта «Школа Наследия».
В 2015 году галерея была закрыта.
После официального закрытия галереи выставки возобновились в 2017 году.

## Выставки
- 2006

— От ВХУТЕМАСа к МАРХИ. 1920—1936. Куратор Л. И. Иванова-Веэн
- 2007

— Роддом. Куратор Юрий Аввакумов
— NEW URBAN GEOMETRIES. Выставка STUDIO HADID VIENNA. Совместно с Университетом Universität für Angewandte Kunst, Вена. Куратор Маша Виич-Космачёв
— «Первая выставка СА 1927 года. Ретроспектива.» Кураторы выставки Тамара Мурадова, Василий Банцекин при участии Марии Трошиной
— «Три портрета в галерее: Александр Ермолаев, Лариса Климова, Татьяна Шулика»
— Архстояние 07. Куратор Антон Кочуркин
- 2008

— Оскар Нимейер — Взгляд архитектора. Выставка к 100-летию мастера.
— Архитектор Дмитрий Буш. Работы 1983—2007.
— Скульптор Олег Абазиев.
— НЭР. Дипломный проект. 1960. Кураторы Мария Трошина, Татьяна Лысова
— Libre Libra. (параллельная программа биеннале «Стой, кто идет!»). Куратор Мария Трошина
— Holcim Awards 2007—2009
— «ВСЕ на выборы!» К 90-летию организации Свободных Государственных художественных мастерских. Кураторы Татьяна Лысова, Мария Трошина.
— Дом для звезды-08
— «Архитектурный авангард — Всемирное наследие?». Куратор Анке Заливако
- 2009

— «Берлин, Москва, Ленинград, Рим — жизнь в памятниках авангарда». Куратор проекта: Мария Трошина; кураторы разделов:
ШЕСТЬ ЖИЛЫХ РАЙОНОВ ПАМЯТНИКОВ МОДЕРНИЗМА В БЕРЛИНЕ - Управление по делам развития города Берлина
ШЕСТЬ ЖИЛМАССИВОВ ЛЕНИНГРАДСКОГО КОНСТРУКТИВИЗМА - Иван Саблин, Сергей Фофанов
МОСКВА. ЖИЛЫЕ РАЙОНЫ 1920-х СЕГОДНЯ. - Елена Овсянникова, Николай Васильев
РИМ: Развитие города с 1910 по 1930- Николай Васильев, Элио Трусиани
— «Футуристическая архитектура Вячеслава Локтева. Графика, живопись, модели».
— «Макаревич. Графика». Выставка из собрания семьи и Музея МАРХИ к 85-летию со дня рождения мастера.
— «Частное/общественное: пространство как событие». Инсталляция. Студенты МАРХИ под руководством Лизы Шмиц
— Фестиваль «Города»
— «Москонструкт. Художники в защиту архитектуры авангарда»
- 2010

— фестиваль «Пространство ВХУТЕМАС – 2010». Куратор Анна Ильичева
— "ВХУТЕМАС. Живое наследие" . Кураторы: директор музея МАРХИ Л.И. Иванова-Веэн, хранитель фонда Т.В. Лысова. Дизайн: профессор МАРХИ, руководитель «Мастерской ТАФ» А.П. Ермолаев
- 2011

— «Пятилетка: ДО и ПОСЛЕ». К пятилетию создания галереи ВХУТЕМАС. Куратор Анна Ильичева. Участники: архитектурные бюро «Мегабудка», «Дети Иофана», Archpole, Milk Factory, FAS(t)
— «Иван Николаев. Наука русского авангарда»
- 2013

—  «Берлин – город перемен» фотохудожницы Иры Голенковой
— «Добрая по отношению к окружающей среде японская архитектура». Идея выставки и кураторское сопровождение - Анна Гусева и Мария Трошина,
архитектурное решение экспозиции - Сергей Неботов, графическое оформление - Илья Терновенко
— «Дача: архитектура нашего времени». Куратор Мария Трошина
— «МОЙ МЕЛЬНИКОВ». Куратор Мария Трошина, координатор Анна Гусева, архитектурное сопровождение Сергей Неботов, Анастасия Балакирева
— «Дом Мельникова: Процесс» - кураторский проект Анны Шевченко в рамках выставки «МОЙ МЕЛЬНИКОВ»
- 2015

— «Возвращаясь к Настоящему. Михаил Оленев. Архитектура. Графика. Живопись.» Кураторы Мария Трошина и Татьяна Лысова. Презентация выставки состоялась 19 мая 2015 г.. Выпущен каталог
- 2023

— «Рождение новой архитектуры. СССР на стройке первой выставки». Куратор Мария Костюк. Архитектор выставки – Алексей Подкидышев; дизайн – Д.В. Мордвинцев, З.Ю. Жесткова, Д.О. Зацарная,  студия «ABCdesign»